# Liber sex principiorum
Il Liber sex principiorum (o Liber de sex principiis) è un'opera filosofica latina anonima della fine del XII secolo. Essa mira a integrare le dieci Categorie di Aristotele descrivendo le sei non commentate dal Filosofo. I "sei principi" del titolo corrispondono ad altrettante categorie aristoteliche e sono: luogo, tempo, posizione, possesso, azione e passione (oltre a sostanza, qualità, quantità e relazione).
Il Liber divenne una delle opere fondamentali del programma di studi della Logica vetus ("vecchia logica") e alla metà del XIII secolo fu erroneamente attribuito a Gilberto de la Porrée. Fu ampiamente commentato dai filosofi medievali, tra cui: Tommaso d'Aquino e Alberto Magno, Robert Kilwardby, Nicola di Parigi, Martino di Dacia, Radolfo Brito, Peire d'Alvernhe e Tommaso di Erfurt.
Tuttavia, il testo completo non è sopravvissuto e ne restano solo alcuni frammenti.
Esiste un'edizione critica curata da Lorenzo Minio-Paluello (1966), Categoriarum supplementa: Pophyrii Isagoge translatio Boethii et Anonymi fragmentum vulgo vocatum "Liber sex principiorum", Aristoteles Latinus, vol. I: 6–7, Desclée de Brouwer.